# ЗИЛ-Э167
ЗИЛ-Э167 — опытная модель автомобиля, разработанная в 1963 году для использования в условиях бездорожья и неблагоприятных климатических условиях. В настоящее время находится в Военно-техническом музее в Черноголовке. В автомобиль устанавливались два двигателя ЗИЛ-375. Создаваемое давление на грунт — 0,6 кг/см². Главный конструктор - Грачёв, Виталий Андреевич.